# Back to the Rock
Back To The Rock é o vigésimo segundo álbum de estúdio da banda Petra, lançado em 2010 e que marca o retorno da banda com a formação clássica dos anos 80 (Bob Hartman, Greg X. Volz, John Lawry, Mark Kelly e Louie Weaver). O repertório é composto por uma releitura de 10 sucessos da fase oitentista do Petra mais duas canções inéditas. O álbum também conta com uma versão ao vivo (Back to the Rock Live) lançada em 2011 em CD/DVD.
No Brasil, Back to the Rock foi lançado apenas em abril de 2011.

## Faixas
Todas as músicas por Bob Hartman, exceto onde anotado
1. "Bema Seat" – 03:43
2. "Clean" - 02:51
3. "Angel of Light" – 04:14
4. "Rose Colored Stained Glass Windows" – 03:56
5. "Godpleaser" – 04:29
6. "Second Wind" – 04:20
7. "More Power to Ya" – 03:21
8. "Let Everything That Hath Breath (Praise The Lord)" – 04:00 (Greg X. Volz)
9. "Grave Robber" – 04:37
10. "Adonai" – 04:16
11. "Back to the Rock" – 04:27 (Greg X. Volz)
12. "Too Big To Fail" – 04:11

## Créditos
- Bob Hartman - Guitarra, vocal de apoio
- Greg X. Volz - Vocal
- John Lawry - Teclados, vocal de apoio
- Mark Kelly - baixo, vocal de apoio
- Louie Weaver - Bateria, percussão